# (41042) 1999 VB2
1999 في بي 2 (ويعرف أيضًا باسم (41042) 1999 في بي 2 وفق تسمية الكوكب الصغير) (بالإنجليزية: 1999 VB2)‏ هو كويكب ضمن حزام الكويكبات؛ وترتيبه 41042 من حيث الاكتشاف.
اكتُشف هذا الجُرم الفلكي بواسطة Atsushi Sugie ‏ في 3 نوفمبر 1999.

## وصلات خارجية
- (41042) 1999 VB2 في قاعدة بيانات مختبر الدفع النفاث لأجرام النظام الشمسي الصغيرة

- الاكتشاف · مخطط المدار ·  العناصر المدارية · المعلمات المادية

- (41042) 1999 VB2 على موقع ويكي سكاي: DSS2, SDSS, GALEX, IRAS, Hydrogen α, X-Ray, Astrophoto, Sky Map, Articles and images